# Обрежа (комуна)
Обрежа (рум. Obreja) — комуна у повіті Караш-Северін в Румунії. До складу комуни входять такі села (дані про населення за 2002 рік):
- Вар (410 осіб)
- Обрежа (1770 осіб) — адміністративний центр комуни
- Чута (355 осіб)
- Яз (714 осіб)

Комуна розташована на відстані 324 км на захід від Бухареста, 34 км на північний схід від Решиці, 85 км на схід від Тімішоари.

## Населення
За даними перепису населення 2002 року у комуні проживали 3249 осіб.
Національний склад населення комуни:
| Національність | Кількість осіб | Відсоток |
| -------------- | -------------- | -------- |
| румуни         | 3171           | 97,6%    |
| цигани         | 50             | 1,5%     |
| угорці         | 15             | 0,5%     |
| німці          | 7              | 0,2%     |
| українці       | 5              | 0,2%     |
| болгари        | 1              | < 0,1%   |

Рідною мовою назвали:
| Мова       | Кількість осіб | Відсоток |
| ---------- | -------------- | -------- |
| румунська  | 3195           | 98,3%    |
| циганська  | 26             | 0,8%     |
| угорська   | 15             | 0,5%     |
| українська | 5              | 0,2%     |
| німецька   | 4              | 0,1%     |
| сербська   | 2              | 0,1%     |
| болгарська | 1              | < 0,1%   |
| чеська     | 1              | < 0,1%   |

Склад населення комуни за віросповіданням:
| Релігія       | Кількість осіб | Відсоток |
| ------------- | -------------- | -------- |
| православні   | 2462           | 75,8%    |
| п'ятдесятники | 378            | 11,6%    |
| баптисти      | 306            | 9,4%     |
| адвентисти    | 63             | 1,9%     |
| римо-католики | 25             | 0,8%     |
| реформати     | 3              | 0,1%     |
| бретрени      | 2              | 0,1%     |
| старообрядці  | 1              | < 0,1%   |